# Nectophryne batesii
O Nectophryne batesii é uma espécie de sapo do gênero Nectophryne, da família Bufonidae. Ele pode ser encontrado em Camarões, República Democrática do Congo, República Centro-Africana, Gabão, e, possivelmente, o República do Congo, Nigéria e a Guiné Equatorial. Seu habitat natural são as florestas úmidas tropicais e subtropicais. 